# Октябрьский сельсовет (Оренбургская область)
Октябрьский сельсовет — сельское поселение в Октябрьском районе Оренбургской области Российской Федерации.
Административный центр — село Октябрьское.

## История
9 марта 2005 года в соответствии с законом Оренбургской области № 1921/358-III-ОЗ образовано сельское поселение Октябрьский сельсовет, установлены границы муниципального образования.

## Население
| 2010  | 2012  | 2013  | 2014  | 2015  | 2016  | 2017  |
| ----- | ----- | ----- | ----- | ----- | ----- | ----- |
| 8084  | ↗8182 | ↗8245 | ↘8218 | ↗8246 | ↘8242 | ↗8244 |
| 2018  | 2019  | 2020  | 2021  |       |       |       |
| ↘8156 | ↘8038 | ↗8080 | ↗8137 |       |       |       |

## Состав сельского поселения
| № | Населённый пункт | Тип населённого пункта       | Население |
| - | ---------------- | ---------------------------- | --------- |
| 1 | Междугорный      | посёлок                      | 245       |
| 2 | Морозовский      | хутор                        | 18        |
| 3 | Новобиккулово    | село                         | 120       |
| 4 | Октябрьское      | село, административный центр | ↘7131     |